# In Step
《In Step》은 1989년 6월 6일에 발매된 미국의 블루스 록 밴드 스티비 레이 본 & 더블 트러블의 네 번째 스튜디오 음반이다. 《In Step》이라는 제목은 결국 본을 재활로 이끈 수년간의 약물 및 알코올 사용 후, 본이 새롭게 발견한 음주 상태를 가리키는 것으로 볼 수 있다. 이 음반은 또한 더블 트러블이 수록된 본의 마지막 음반이었고, 본이 생전에 발매한 마지막 음반이기도 하다. 1990년, 그는 그의 형제인 지미 본과 《Family Style》이라는 공동 음반을 녹음했고, 그 해 말 스티비 레이 본은 헬리콥터 추락 사고로 사망했다.

## 평가
| 전문가 평가      | 전문가 평가 |
| 평가 점수        | 평가 점수   |
| 출처             | 점수        |
| ---------------- | ----------- |
| Allmusic         | [ 1 ]       |
| Robert Christgau | A−          |

《In Step》에 대한 리뷰는 대체로 긍정적이었다. 로버트 크리스트가우가 이 음반을 "매우 좋은 음반"이라는 의미로 A-로 평가했다. 비록 그는 〈Wall of Denial〉과 〈Tightrope〉가 자연스러운 말처럼 중독성이 강한 전문용어에 빠지고, "음악이 설교적이거나 겁에 질린다면 이것은 재앙이 될 것"이라고 말했지만, 그는 〈House Is Rockin'〉은 계속 떠들어대며, 분위기 재즈를 가까이에서 그는 그의 생애 처음으로 청색에서 벗어나게 된다고 있다.
루 리드는 《In Step》을 '1989년의 선택' 중 하나로 선택했다.
회고적인 리뷰에서 올뮤직의 스티븐 토마스 얼와인은 《In Step》에 5개의 별 중 5개를 평가했다. 그는 음반이 발매되기 전에 "그의 작사가 히트하거나 빗나갔다."라고 언급했다. 클래식 모던 블루스 곡을 썼을 때도 컨벤션에 딱 들어맞았다고 말했다. 그는 또한 "본이 독특한 방식으로 블루스, 솔, 록을 혼합하고 놀라운 감정적 정직함으로 글을 쓰는 자신의 작곡 목소리를 발견하는 데 도움이 되었다"고 말했다. 비록 그는 〈Tightrope〉나 빽빽한 〈Wall of Denial〉과 같은 선율은 매우 개인적인 느낌이 강하지만, 그것들이 단지 한 사람의 산물이 아니었다는 것은 믿기 어렵다"고 말했지만, 그는 또한 "더 가벼운 숫자... 노래만큼 효과적입니다." 그는 "이것은 완전히 실현되었고, 본의 음악적 성격의 모든 면을 보여주었지만, 그것은 여전히 발견의식과 함께 치솟습니다. 본의 비극적인 죽음으로 볼 때, 그것은 씁쓸한 승리입니다. 하지만 그것은 여전히 승리입니다."

## 곡 목록
| #   | 제목                     | 작사·작곡                                                       | 재생 시간 |
| --- | ------------------------ | --------------------------------------------------------------- | --------- |
| 1.  | 〈The House Is Rockin'〉 | 도일 브램홀, 스티비 레이 본                                     | 2:24      |
| 2.  | 〈Crossfire〉            | 빌 카터, 루스 엘스워스, 크리스 레이턴, 토미 섀넌, 리스 와이넌스 | 4:10      |
| 3.  | 〈Tightrope〉            | 브램홀, 본                                                      | 4:40      |
| 4.  | 〈Let Me Love You Baby〉 | 윌리 딕슨                                                       | 2:43      |
| 5.  | 〈Leave My Girl Alone〉  | 버디 가이                                                       | 4:15      |
| 6.  | 〈Travis Walk〉          | 본                                                              | 2:19      |
| 7.  | 〈Wall of Denial〉       | 브램홀, 본                                                      | 5:36      |
| 8.  | 〈Scratch-N-Sniff〉      | 브램홀, 본                                                      | 2:43      |
| 9.  | 〈Love Me Darlin〉       | 하울링 울프                                                     | 3:21      |
| 10. | 〈Riviera Paradise〉     | 본                                                              | 8:49      |

## 인증
| 국가                       | 인증        | 판매량/출하량 |
| -------------------------- | ----------- | ------------- |
| 캐나다 (뮤직 캐나다)       | 골드        | 50,000^       |
| 미국 (RIAA)                | 2× 플래티넘 | 2,000,000^    |
| ^출하량을 기반으로 한 인증 |             |               |